# Helius ata
Helius ata är en tvåvingeart som beskrevs av Alexander 1931. Helius ata ingår i släktet Helius och familjen småharkrankar. Inga underarter finns listade i Catalogue of Life.